# Semireticolo
In matematica un semireticolo è una struttura algebrica definibile come semigruppo commutativo idempotente. Una tale struttura si trova essere isomorfa ad un cosiddetto insieme semireticolato, insieme parzialmente ordinato nel quale ogni insieme di due elementi possiede massimo minorante (equivalentemente si potrebbe richiedere l'esistenza del minimo maggiorante). In effetti si può considerare la specie dei semireticoli come un impoverimento della più nota e importante specie dei reticoli e ciascuna di queste strutture algebriche risulta criptomorfa ad una struttura relazionale, precisamente a un insieme reticolato che ha come impoverimento un insieme semireticolato.

## Definizione di semireticolo
Si dice semireticolo un magma (S,{\displaystyle \wedge }) per la cui operazione binaria {\displaystyle \wedge } si chiede per arbitrari elementi {\displaystyle x,y,z\in S}
- {\displaystyle x\wedge (y\wedge z)=(x\wedge y)\wedge z}   (associatività)
- {\displaystyle x\wedge y=y\wedge x}   (commutatività)
- {\displaystyle x\wedge x=x}   (idempotenza)

L'operazione binaria si può chiamare incontro, in inglese meet. Le caratteristiche dei semireticoli si chiariscono meglio introducendo per ciascuno di essi una relazione che denotiamo con il simbolo infisso {\displaystyle \leq } definita dalla richiesta
{\displaystyle x\leq y\quad \mathrm {se~e~solo~se} \quad x\wedge y=x}
Per rilevare che essa dipende dall'operazione del semireticolo si può scrivere
{\displaystyle \leq ~:=~rel(\wedge )~:=~\{(x,y)\in S\times S~\mathrm {tale~che} ~x\wedge y=x\}}
Dimostriamo ora che {\displaystyle \leq } è una relazione d'ordine. Conveniamo che {\displaystyle x,y} e {\displaystyle z} siano generici elementi di {\displaystyle S}.
{\displaystyle x\leq x~\mathrm {implica} ~x\wedge x=x} , cioè l'idempotenza di {\displaystyle \wedge } comporta la riflessività della {\displaystyle \leq }.
Se {\displaystyle x\leq y~\mathrm {e} ~y\leq x}, allora {\displaystyle x\wedge y=x~\mathrm {e} ~y\wedge x=y} e per la simmetria di {\displaystyle \wedge } si ha {\displaystyle \,x=y\,}. Quindi la simmetria di {\displaystyle \wedge } comporta l'antisimmetria della {\displaystyle \leq }.
Se {\displaystyle x\leq y~\mathrm {e} ~y\leq z}, allora {\displaystyle x\wedge y=x~\mathrm {e} ~y\wedge z=y}; valutiamo l'incontro {\displaystyle x\wedge z=(x\wedge y)\wedge z=*=x\wedge (y\wedge z)=x\wedge y=x}. Quindi l'associatività di {\displaystyle \wedge } comporta la transitività della {\displaystyle \leq }.
Tirando le fila  {\displaystyle \leq } è riflessiva, antisimmetrica e transitiva. QED
L'esistenza della relazione d'ordine facilita l'individuazione visuale di importanti semireticoli. Ogni controarborescenza, cioè ogni digrafo dotato di un nodo (nodo radice) che può essere raggiunto da tutti i rimanenti con uno e un solo cammino fornisce un semireticolo: il suo sostegno è l'insieme dei nodi e l'incontro porta da due nodi al primo nodo in comune tra i due cammini che portano dai nodi operandi al nodo radice. Tutto questo risulta evidente dalla raffigurazione del digrafo.
Si possono ottenere semireticoli considerando un insieme di punti {\displaystyle G} del piano cartesiano e aggiungendo loro tutti i punti ottenibili con l'operazione incontro così definita:
{\displaystyle (a,b)\wedge (c,d):=(\min(a,c),\min(b,d)).}
L'insieme {\displaystyle G} è detto insieme dei generatori del semireticolo. Se {\displaystyle G} è finito si trova un unico punto discendente di tutti i rimanenti. Questo punto si dice minimo o anche zero del semireticolo. Esso evidentemente è unico e costituisce l'elemento neutro per l'operazione {\displaystyle \wedge }. Tutti i semireticoli finiti sono dotati di minimo. Se {\displaystyle G} è infinito il minimo può non esistere: precisamente il minimo esiste ed è uguale al punto che ha come ascissa il minimo delle ascisse dei punti di {\displaystyle G} e come ordinata il minimo delle ordinate dei punti di {\displaystyle G} se e solo se i due minimi esistono.
Quindi si distinguono semireticoli dotati di minimo e semireticoli privi di minimo. I primi si dicono semireticoli unitali: essi sono i monoidi idempotenti.
Si osserva che discorsi sostanzialmente equivalenti a quelli effettuati per le controarborescenze si possono fare per le arborescenze. In effetti la relazione associata al semireticolo potrebbe sostituirsi con la sua riflessa, a causa della dualità delle relazioni d'ordine. In questo secondo caso l'operazione binaria verrebbe chiamata giunzione (in inglese join) e invece che di minimo o zero si parlerebbe di massimo e di unità del semireticolo.
In astratto i due casi sono indistinguibili e si riducono a differenze lessicali. Risulta invece opportuno scegliere oculatamente un linguaggio per i semireticoli individuati come sottoinsiemi di insiemi ordinati con una loro consolidata terminologia per la relazione d'ordine. Osserviamo in particolare che da un reticolo si individuano due semireticoli uno con l'operazione di incontro, l'altro con l'operazione di giunzione.
| Controllo di autorità | LCCN (EN) sh85119924 · BNF (FR) cb14606891j (data) · J9U (EN, HE) 987007531627305171 |